# Chaumont-sur-Loire
Chaumont-sur-Loire é uma comuna francesa na região administrativa do Centro, no departamento Loir-et-Cher. Estende-se por uma área de 26,55 km². Em 2010 a comuna tinha 1 092 habitantes (densidade: 41,1 hab./km²).